# Осюкова
Осюкова — река в России, течёт по территории Холмогорского района Архангельской области. Вытекает из озёр Ферези на высоте 39 м над уровнем моря. Впадает в озеро Анозеро на высоте 22 м над уровнем моря. Длина реки составляет 19 км.

## Данные водного реестра
По данным государственного водного реестра России относится к Двинско-Печорскому бассейновому округу, водохозяйственный участок реки — Северная Двина от впадения реки Вага и до устья, без реки Пинега, речной подбассейн реки — Северная Двина ниже места слияния Вычегды и Малой Северной Двины. Речной бассейн реки — Северная Двина.
Код объекта в государственном водном реестре — 03020300412103000034482.